# سيزين آكسو
سيزين آكسو (بالتركية: Sezen Aksu)‏ (فاطمة سيزين يلدريم مواليد 13 يوليو 1954 سراي كوي-دنيزلي) مغنية تركية، وشاعرة، وملحنة ومنتجة. نُشر ألبوم «ابتسم» في عام 1991 للفنانة سيزين حيث أنها نشرت ثلاثة وعشرون ألبوم في مسيرتها وكان إحدى الألبومات التركية التي كانت الأكثر مبيعًا في تاريخ الموسيقى التركية. ومؤخراً في عام 2011 أصدرت آكسو ألبومها «قبلات» في الأسواق. كانت تلقب سيزين آكسو«بالعصفور الصغير» في موسيقى البوب التركي وفي عام 1998  حازت على لقب فنان الدولة حيث أنها حازت عليه باقتراح من وزارة الثقافة في الحكومة ال33 بتركيا إلا أنها رفضت هذه الجائزة.

## حياتها

### الطفولةوالصبا:1954-1974
ولدت سيزين آكسو بمقاطعة سراي كوي بمدينة دنيزلي. والدتها السيدة شهريبان مدرسة علوم وهي ابنة لعائلة أتت من سالونيك من خلال إتفاقية التبادل السكاني بين اليونان وتركيا. ووالدها هو سامي يلدريم حيث أنه له أصل لازي من بازار بمقاطعة ريزا وهو يعمل مدرساً للرياضيات. وبعد أن مكثت آكسو في دنيزلي حتى ثلاثة أعوام انتقلت فيما بعد لأزمير مع عائلتها. كبرت آكسو جنبا إلى جنب مع أخيها نهاد وفي أعوام الصبا كان لديها اهتمام كبير بالعديد من الفنون. وتولى جنكيز بوزكورت مهمة تعليمها فن الرسم لبعض الوقت. وتلقت أيضا في هذه الفترة دروس الرقص والمسرح. وفي خلال تلك الفترة لفتت آكسو الانتباه بشخصيتها العنيدة  وبدأت في تحقيق حلمها بأن تكون راقصة.
وفي وقت لاحق، قالت الفنانة «تألم أبي كثيراً وأصبحت مغنية بسبب هذا». وفي عام 1970 وبينما أحرزت آكسو المركز السادس في مسابقة «الصوت الذهبي» التي إستهلتها مجلة نهاية الأسبوع والتي أجرتها أجدا بيكان رئيسة لجنة التحكيم وأحرزت نيلوفر فنانة البوب المركز الأول. وبالتالي نشرت نيلوفر أول ألبومها قبل سيزين آكسو. وفي عام 1973 دخلت آكسو كلية الزراعة بجامعة ايجة وفي عام 1974 أرسلت ثلاثة مغنيات إلى شركة بلاك. وفي العام نفسه في شهر نوفمبر تزوجت آكسو بالفنان علي انجين وغادرت المدرسة.
وفي الأشهر الأخيرة لعام 1974 رحلت لإسطنبول لرسم لوحة.

## مهنةالموسيقى

### تأليفالأغاني

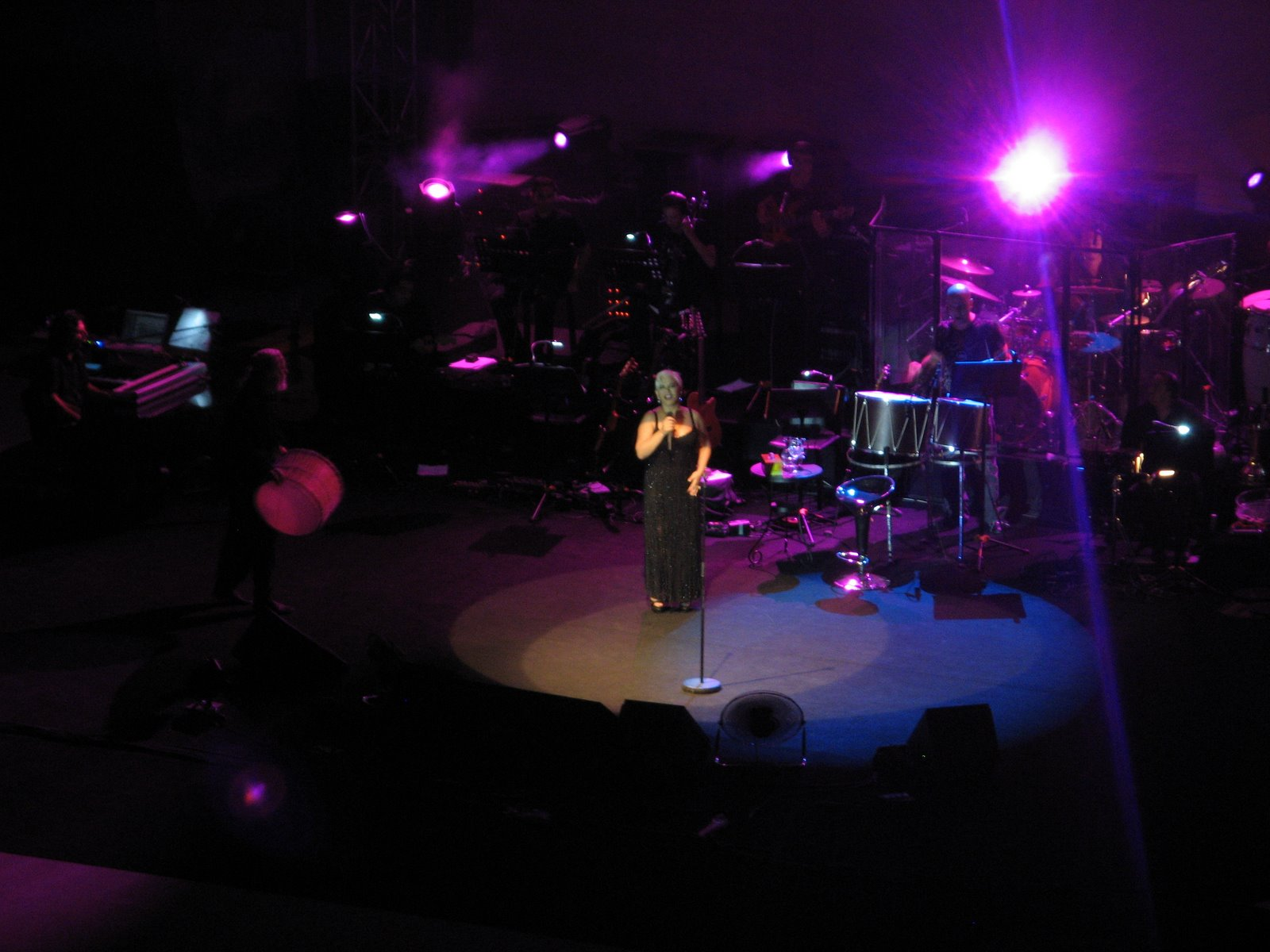
أولت سيزين آكسو إهتماماً كبيرا لحفلاتها على مدار حياتها المهنية وأقامتهم في العديد من الأماكن مثل مركز الفنون الأدائية وفي المسرح المكشوف بالكلية الحربية بإسطنبول

لمزيد من المعلومات أنظر قائمة الأغاني التي كتبتها سيزين آكسو
بدأت مهنة الموسيقى بإحرازها المركز السادس في مسابقة «الصوت الذهبي» التي إستهلتها مجلة نهاية الأسبوع والتي شاركت بها. وفي عام 1975 أصدرت ألبوم «حظي المتواصل» وبهما 45 أغنية باسم سيزين سلاي. وأن تلك ال 45 أغنية لم تلق مبيعات كثيرة وأصدرت أيضًا 45 أغنية أخرى باسم سيزين آكسو ولكنها لم تلق أيضا مبيعات كثيرة وقالت أعتذر كثيرًا !.

### فترة الخامسة والأربعين أغنية 1975-1982

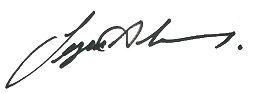
التوقيع الشخصي الذي أستخدمته سيزين آكسو

عندما حل عام 1975 كان ألبوم «حظي المتواصل» هو عنوان أول خامسة وأربعين أغنية أصدرتها بالأسواق. وباعت خمسين نسخة فقط من ال45 أغنية التي أصدرتها باسم سيزين سلاي. وفي عام 1975 أصدرت ألبوم «أعوام معاشة، أعتذر» وهم ثاني خامسة وأربعين أغنية لها واحتلوا مكاناً بين الأغاني. وفي عام 1976 أصدرت ألبوم «مستحيل ممكن، متبلد الحس» وهم ثالث خمسة وأربعين أغنية لها وحيث أن تلك الخامسة والأربعين أغنية جعلوا لها مكانة في قائمة الألبومات لفترة طويلة.
وفي عام 1976 وفي وقت لاحق بدأت الفنانة أول عمل مسرحي. بدأت آكسو التمثيل في مسرح كازينو بلدية بابك. وفي عام 1977 أصدرت ألبومها «وداعا» والذي كان يوجد به خمسة وأربعين أغنية وأول ثلاثة وثلاثين أغنية مثل وداعا – كم سنة مرت من تلك الوقت وأعوام متوارية – ما الفائدة.
"عشقنا لسنوات فلماذا يجب علينا ألا نكون سعداء.
كذبنا لسنوات فعشقنا ليس عشق.
هناك قول أخير سأقوله لك، «وداعا»
(هذه رباعية توجد على غلاف ألبوم وداعا)

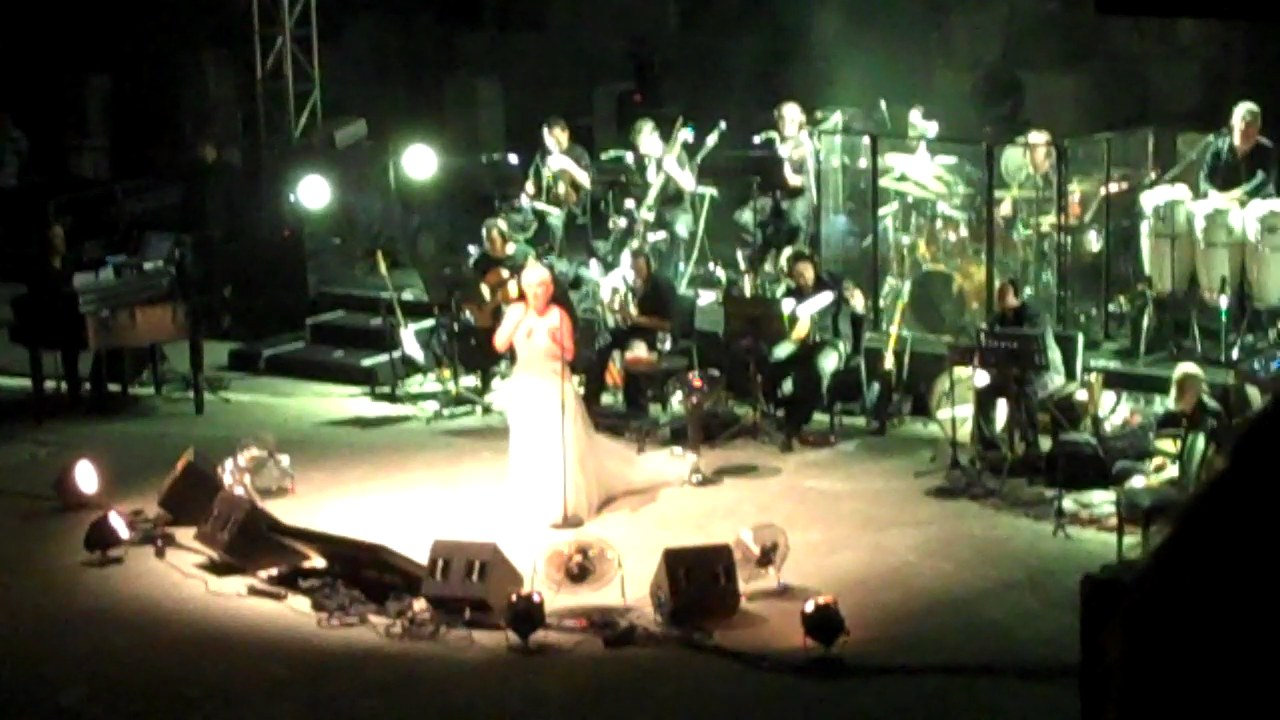
منظر من حفلة بودروم لسيزين آكسو

وفي عام 1978 كتبت آكسو أغنية لكي يلحنها خورشيد ينيجون وجعلت عنوانها «الظل – العشق». وفي ذلك العام نفسه، أصدرت ألبومها «العصفور» حيث أنه يحمل ميزة بأنه أقدم ألبوم لسيزين آكسو في الأسواق وأنه كان له تسجيل مطول على نحو مضاعف. وفي عام 1979 أصدرت خمسة وأربعين أغنية أخرى بالأسواق مثل: مثل أول يوم – المخادع، بالله عليك – شيء لا يخلو من الخطيئة. وفي العام نفسه ظهرت الفنانة أيضا في قطاع السينما. وكان أول فيلم للفنانة هو «مولد نجم» والتي شاركت بطولته مع بولوت عراس. وكان فيلم «العصفور الصغير» لعاطف يلماز مقتبس من فيلم (فرانك بيرسون، باربرا سترايسند، كريس كريستوفرسون). وبعد ذلك الوقت، لقبت الفنانة بلقب «العصفور الصغير». وفي ذلك الوقت حازت على شهرة كبيرة ويحكي الفيلم قصة زوال زائعة الصيت وفي ذلك الوقت حازت على إعجاب الكثيرين. وفي عام 1999 شاهدت آكسو هذا الفيلم مرة أخرى في برنامج الزاغا لأوكان بايولجن وضحكت على دورها.
وفي عام 1979 مثلت في فيلم «العصفور الصغير» التي أخرجه عاطف يلماز. وأن فيلم العصفور الصغير هو أول فيلم من بطولة آكسو.
وفي عام 1980 أصدرت الفنانة ألبومها «بعشقي». وفي عام 1981 أجرت سيزين آكسو تدريبات من أجل المسرحية الموسيقية «كازينو العائلة».
وفي 10 يوليو 1981 تزوجت الفنانة بسنان أوزير في مكتب الزواج ببيشكتاش. إلا أن في تلك الأثناء كانت آكسو حاملاً من أوزير في شهرها الرابع أو الخامس<. وفي 11 نوفمبر 1981 أنجبت آكسو ابنها مدحت جان أوزير. وفي شهر ديسمبر من العام نفسه بدأت الفنانة سيزين آكسو العمل مجدداُ من أجل كازينو العائلة.
وفي عام 1982 أصدرت سيزين آكسو في قاعة الموسيقى الصوتية كازينو العائلة. شاركت آكسو بطولة نفس المسرحية مع عديلة ناشط، وشينير شين، وأيشن غرودا، وألتان إربولاك ولعبت دور سبع شخصيات مختلفة على خشبة المسرح. وعقب ذلك أصدرت الفنانة ألبومها «فيروز» وفي العام نفسه إختارتها المجلة الشعبية «مهلا» كمطربة العام. وفي عام 1983 شاركت آكسو في الحفل الأكاديمي السنوي لمجلة «مهلا» كمطربة العام.

### 1983-1985
في عام 1983 قررت سيزين آكسو المشاركة في مسابقة الأغاني الأوروبية السنوية. وشكلت سيزين آكسو كلمات وألحان مقطع «هيامولا» لعلي كوكاتيب مع على كوكاتيب وكوتس دمير. إلا أن هذا المقطع لم يتمكن من تمثيل تركيا في نهائيات مسابقة يوروفيجن للأغاني. وفي عام 1983 أختارت «مجلة أهلاً» الخمسة والأربعين أغنية بألبوم «هيامولا» كألبوم العام. وفي العام نفسه طلقت سيزين آكسو من سنان أوزير.
في عام 1984 رشحت الفنانة لمسابقة يوروفيجن للأغاني مرة أخرى. ووصلت لنهائيات تركيا بألبومات تسمى هالاي، 1945 ومرحباً بالأمل. وأولاً قررت آكسو إستبعاد «مرحبا بالأمل» وشكلت «هالاي و1945» في نهائيات تركيا. اقترح صديق أجنبي أتي لتركيا قبل أسبوعين من بدء النهائي التركي على آكسو تشكيل ألبوم "1945" فقط. ظنت آكسو أن ألبوم "1945" يتعلق بكل شيء عن العالم واعتقدت أن هذا الألبوم سيمثل تركيا بشكل أفضل في الخارج فإستبعدت ألبوم «هالاي» وشكلت سيزين آكسو الأغنية في نهائيات تركيا ولكنها لم يتم اختيارها هذه المرة على عكس توقعها.
في عام 1985 شاركت آكسو مرة أخرى في نهائيات تركيا بمسابقة اليوروفيجن للأغاني. وكان «نموذج العشق الأخير» هو اسم الأغنية لهذه المرة. وشكلت آكسو كلمات هذه الأغنية سوياً مع أوزدمير أردوغان. ولكن النتائج لم تتغير. لم تتمكن آكسو بالفوز بأي شكل بحقوق تمثيل تركيا في مسابقة اليوروفيجن للأغاني. وبعد عام 1985 لم تشارك بأي مسابقة أخرى.

### عقد الثمانيات: 1984-1985
وفي 6 سبتمبر 1984 أصدرت الفنانة ألبومها «لا تبكي» في الأسواق. لم تنشر آكسو أغانيها في التلفزيون من قبل لأنها لم تتمكن من إحكام السيطرة على مؤسسة الإذاعة والتلفزيون التركية. ومنذ بداية عام 1985 تمكنت من تحقيق الفرصة. بمجرد أن بدأت في نشر أغانيها في مؤسسة الإذاعة والتلفزيون التركية لاقى ألبومها اهتماماً كبيراً. واحتل مكاناً في أعلى قائمة المبيعات لأسابيعٌ. وفي الأسبوع السادس والخمسين من الألبوم أصدرت بياناً رسمياً في التصريح التي ألقته لمجلة «أهلاً» وهو التالي «كنت أنتظر لكن ليس بهذا القدر، لا أود أن أكذب، ولأكثر من عام كنت لا أظن أنني سأبقى في أعلى القائمة. أتقدم بجزيل الشكر من قلبي وروحي لكل عشاق الموسيقى».
وفي عام 1985 استعدت الفنانة لمسرحية موسيقية باسم «قبل ألف عام وبعد ألف عام». واعتباراً من الأسبوع الأول من عام 1986 أصدرت المسرحية الموسيقية. مثلت هذه المسرحية الموسيقية في قاعة الموسيقى الصوتية. حازت آكسو على إعجاب كبير في المسرحية وشاركت بطولتها مع أسماء مثل سينير سين، وإلياس سلمان وأيسن غرودا.
وفي عام 1986 حازت الفنانة على إعجاب كبير بألبومها «إذهب». وفي يناير عام 1986 أختيرت الفنانة كأعظم مطربة لعام 1985 في إستطلاع القراء بمجلة «سبعة عشر». وفي عام 1988 أصدرت ألبومها «سيزين آكسو الثامن والثامنون». وأيضاً في عام 1989 أصدرت آكسو ألبومها «سيزين آكسو تغني». وبتلك الألبوم حازت على إعجاب الكثيرين.
وفي عام 1989 ظهرت سيزين آكسو على الشاشة الكبيرة. وشاركت سيزين آكسو البطولة مع فرحان سنسوي في «الوحدة الكبرى» التي أخرجها يافوز أوزكان. وفي عام 1990 حاز الفيلم على جائزة أفضل تصوير سينمائي في مهرجان البرتقال الذهبي. وأنتج موسيقى الفيلم أونو تونتش مساعد آكسو. وبعد أربع سنوات احتلت «أنهار من الحب» من موسيقى الفيلم مكاناً في الألبوم الأول لليفنت يوكسل باسم «مهرجان الطائرة الورقية».

### عقد التسعينات: 1990-1999
وفي عام 1990 وقفت سيزين آكسو أمام الجمهور كمنتجة. وهكذا، وأصدرت للأسواق الموسيقية العديد من الأسماء مثل سيرتاب أرينر وهارون كولتشاك وعاشقن نور ينجي وليفينت يوكسل ولاشين كاراجا وهاندي ينر ويلدز طلبة كم أنهم يحتلون مكانة هامة للغاية في موسيقى عام 1990 ودعمت العديد من الفنانين الرائعين.
وفي عام 1990 بدأت سيزين آكسو في عرض برنامجها الإستعراضي على ست قنوات.
وفي عام 1990 أصدر عاشقن نور ينجي مطرب سيزين آكسو في تلك الأثناء ألبوماً باسم «للعاشق» لجمهوره. لاقى الألبوم التي أنتجته سيزين آكسون مليون من المبيعات.
وفي عام 1991 أنتجت آكسون ألبوم «المساءلة» وهو الألبوم الثاني لعاشقن نور ينجي. وحقق الألبوم مبيعات عالية مثل أول ألبوم لينجي. وفي العام نفسه أصدرت ألبوم «ابتسم» التي أخرج موسيقته أونو تونتش. وحقق الألبوم مبيعات تخطت المليونين. وأن مقطع الكلمات لآكسو كان أحد أسباب بيع الألبوم بهذا القدر. وبهذا الألبوم ناشدت آكسو كل طبقات المجتمع. وفي عام 1992 أصدرت أحد أغاني ألبوم «هت» في أوروبا وهي أغنية «دعنا نذهب».
في عام 1992 واصلت آكسو إنتاج ألبومات لمطربيها. عملت آكسو مع سرتاب ايرنر ونشرت أول ألبوم لإيرنر وهو «إهدأ». وحقق الألبوم مبيعات على نحو متوقع. وبعد أشهر قليلة من هذا الألبوم عملت آكسو مع ليفينت يوكسل وعرضت هذه المرة أول ألبوم ليوكسل باسم «المد والجزر» للبيع. وجعلت ليفينت يوكسل شخصاً مشهوراً في التسعينات وحقق هذا الألبوم مبيعات كبيرة.
وفي العام نفسه، أصدرت آكسون في الأسواق ألبومها «أغنية البنت المجنونة». عملت آكسو مع أوزاي هيباري في هذا الألبوم وجربت أنماط مختلفة. وأخرجت آكسو من هذا الألبوم المختلف أغاني مشهورة مثل «صغيري» و«ليس معصومين». وفي الوقت الذي استمر فيه تأثير الألبوم دخلت في غيبوبة بسبب تصادم سيارة الممثل ديميت أكباغ بدراجة نارية وكان معها هيباري الذي عمل معها في الألبوم في 20 مايو 1994. وفي ذلك الوقت لقى هيباري حتفه حيث أنه تزوج منذ ستة أشهر وعلم أنه سيكون أب في يوم ما قبل وقوع الحادث. وعقب هذا الحادث ألفت آكسو أغنية باسم «الحداد» أحياءً لذكرى أوزاي هيباري. ومع ذلك رجحت ألا تقرأ هذه الأغنية وطرحت الألبوم التالي لليفينت يوكسل. وبعد كل هذه الاضطرابات أنتجت الألبوم الثاني لسيرتاب إيرنر بعنوان «لال». في حين أن هذا الألبوم حقق مبيعات عالية وحققت سيزين آكسو مكانة هامة في موسيقى التسعينات.
وبعد ذلك بعام أي في عام 1995 أصدرا آكسو ألبومها «انبثاق ضوء من الشرق». وكان العديد من موسيقى الأناضول وهي من موسيقى البوب تحتل مكاناً بالألبوم. ويوجد أيضاً أعمال ليونس إمرة ومولانا وعاشق دايمي. وكان يوجد أيضاً عملين لفاخر أتاك أوغلو. وأولهما كانت أغنية «علاء توركا» حيث أنها نشرت في وقت لاحق وكانت الأخرى أغنية «أحرقوا حالي». وكان يوجد مؤلفتان في هذا الألبوم لأرتو تونتش حيث أنه أنتج موسيقى ألبوم «ابتسم».
وفي عام 1996 رافقتها نازان أونجل كمنشدة بأغاني «غضب الرجال» و«غادر لأحب ولأرتاح» بألبوم فتاة الشارع. وفي العام نفسه شاركت بفيديو «قلبي باشا» الشهير لزيرين أوزير.
وفي ديسمبر 1997 أنتقد مرة أخرى ألبوم آكسو وهو «الزفاف والجنائز». ونتيجة تلك الانتقادات الحادة لم يتمكن الألبوم من تحقيق أي مبيعات عالية. كتبت آكسو مع باكيزة باريشتا وميرال اوكاي كلمات الألبوم الذي يتألف من تسع ألحان لجوران بريجوفيتش ولحن واحد لكورتيس جاسافيف مع الأغنية الذين أطلقوا اسمها على الألبوم. وفي عام 1998 نشر أحد الرجال الأغنية التي حققت أعلى صوت بالألبوم. أما في شهر أبريل من عام 1998 أصدرت الألبوم الثالث لليفينت يوكسل بعنوان «إسمه البنفسج» في الأسواق.
وفي ديمسبر من عام 1998 أصدرت آكسو ألبوماً بعنوان «إسمه مصان عندي». أعجب الوسط الاجتماعي بألبوم «إسمه مصان عندي» حيث أنه يستحضر ألبومات سيزين آكسو في الثمانيات. وإن أغاني «أنا المتيمة وأنت المزعج» و«المعتقل» و«إسمه مصان عندي» الذي أنتج كلماتها وموسيقاها شاهين سلامي أصبحت هي الأكثر شهرة من بين أغاني تلك الحقبة. وفي عام 1999 أعقبها ألبوم «غرف صفراء». وأضربت عن العمل في حي أرنافوتكوي بسبب معارضة الجسر الثالث الذي يهدف لتصوير مقطع فيديو بإسطنبول.

### 2000-2009
في 2 يونيو عام 2000 أصدرت آكسو ألبوم جديد بعنوان «دلي فرن». وكان يتواجد أيضاً في الألبوم أشهر أغاني تلك الفترة مثل «أوه أوه»، «الغرف الصفراء»، «مصير العاهرة» و«سكين حاد». وقد باع الألبوم لحوالي مليون شخص. وصرحت آكسو في بياناً لها أن اسم «دلي فرن» تعني «توجيه الملاك والشيطان».
وفي عام 2001 صارعت آكسو مشاكلها الصحية وجذبت حفلاتها الست التي أقامتهم بالصيف اهتماماً كبيراً. شاركت اشين كاراجا منشدة آكسو لست أعوام في اختبارات مسابقة الأغاني الأوروبية لعام 2001 إلا أنه لم يتمكن من الاختبار. وفي نهاية العام نشر أول ألبوم لكاراجا بعنوان «الحب هو لغتي». وكان يحمل الألبوم توقيع سيزين آكسو من بدايته إلى نهايته.
وفي 20 مايو عام 2002 قدمت سيزين آكسو للبيع ألبوم «لابد الغناء». وكان أول ألبوم أصدرته الفنانة من شركة "dmc". وفي 12 يونيو 2002 وبعد إصدار ألبومها خرجت الفنانة لجولة من الحفلات. وقدمت الفنانة سلسلة من الحفلات الموسيقية بعنوان «أغاني تركيا» حيث أنها جمعت بهما بين جميع أغاني تركيا وحضارتها. ورافق الفنانة في حفلاتها الموسيقية كلا من: مجموعة من الأطفال ببلدية ديار بكر مع مجموعة من الأرثوذكسية والروم والأرمن واليهود. وفي الحفل غنت المجموعات التركية والكردية والأرمنية والرومية مجموعة من الأغاني وأيضا الأغاني الشعبية. وفي نهاية الحفلة الموسيقية غنت الفنانة أغنية «لابد الغناء» وأغنية «نحو الابتكار» حيث أنها تتألف من كلمات مولانا.
وكان هناك أنباء عن هذه السلسلة من الحفلات في العديد من البلدان وليس في تركيا فقط. ونشرت في العديد من البلدان صورة فوتوغرافية إلتقطتها وكالة "ap". وفي بداية عام 2003 أقامت سيزين حفلات مسجلة ببيشكتاش وواصلت إقامة حفلاتها باهتمام كبير أولا في مركز الفن يايلا بمالتيب وبعد ذلك في مدن مختلفة بتركيا. وقبل نهاية صيف عام 2003 أصدرت الفنانة ألبوم جديد بعنوان «قبل انتهاء الصيف». وكان يوجد أغاني لسيزين آكسو والتي شكلها معلقيين آخرين من قبل وذلك بالإضافة إلى ألبوم يحتوي على أربع أغنيات جديدة بما في ذلك دور أساسي واحد. وصور مقطع فيديو أغنية «أنا على وعي» ببلدة جيفاش بفان وهي أحد أغنياتها الجديدة.
وفي عام 2005 ركزت آكسو على ألبومها الجديد التي طرحته في الأسواق وهو "الأعذار". وأصدر ألبوم "الأعذار" في الأسواق أحياءً للذكرى الثلاثين لمهنة سيزين آكسو وبيُع ل320 ألف في أول أسبوعين أُصُدر فيهما. وبينما صُور مقطع فيديو لأغاني "أنا تعيسة الآن"، "من الماضي ومن الماضي السحيق" واحترقت وإنطفئت" وهم من المؤلفات بالألبوم. وفي نهاية العام كان ألبوم "الأعذار" هو الألبوم الأكثر مبيعاً بتركيا في عام 2005. أما كلمات القصائد التي كتبتها من بين أعوام 1975-2006 فقد جمعتها آكسو في كتب شعرية في عام 2006. وكثفت اهتمامها على ذلك الكتاب الشعري وبيُع منه 17 ألف نسخة في أول أربع أيام.
وفي شهر يونيو من عام 2008 أصدرت ألبومها «نجمة البحر». وأن عينات البيانو التي عزفها أونو تنتش الذي عمل مع آكسو لسنوات عديدة كانت تحتل مكاناً في الألبوم. وأن هذا الألبوم كان يحمل أجراس لموسيقى الجاز على عكس ألبومات آكسو السابقة وكان يحتوي على أغاني شعبية. وصرحت آكسو في ألبومها الجديد بأنها كتبت أغنيتها «دموع الإله» لخلق بيئة سلمية بتركيا ولكي يحدث ذلك فإنه يستوجب إنهاء العمليات عبر الحدود.
وفي عام 2009 أصدرت ألبومها حيث أنه يحتوي على قرصين مدمجين بعنوان «أسير في حديقة الأحلام». وأوضحت الفنانة بأن الأغاني التي أخرجتها لفنانين آخرين قد أنتجت كلماتهم وموسيقاتها بالألبوم.

### عام 2010

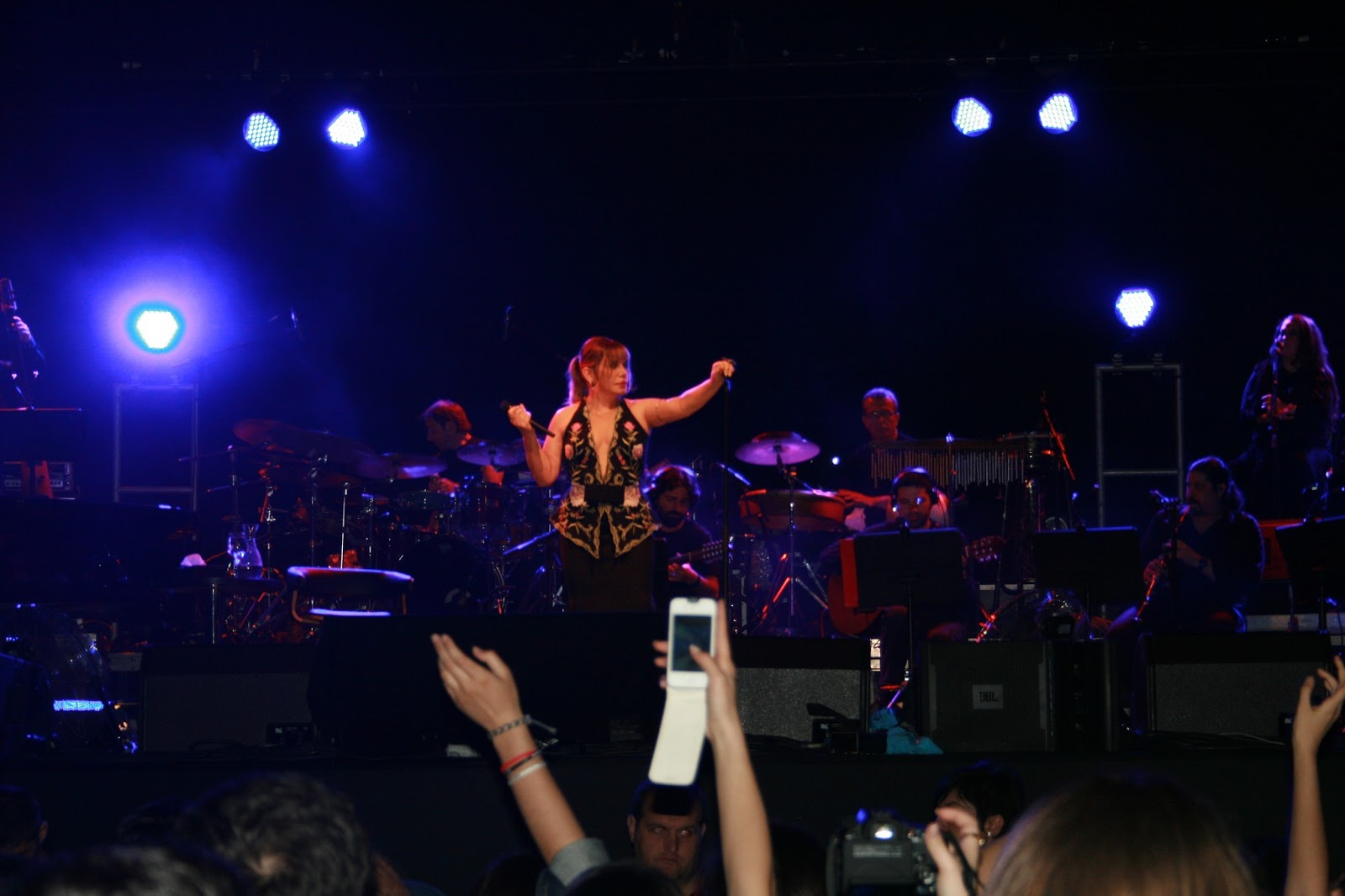
مشهد من حفلة الجامعة الفنية بإسطنبول

وفي عام 2010 احتلت سيزين آكسو مكاناً في قائمة «أفضل خمسين صوت»  والتي حددهم راديو "npr" الأمريكية وفي شهر أبريل من عام 2010 فإن الحفلة الموسيقية التي قامتها سيزين آكسو مع فهر أتاك أوغلو في ستوكهولم بالعاصمة السويدية قد تابعها العديد من عشاق الموسيقى بالسويد وتركيا. وعقب استراحة لمدة عشر سنوات أقامت آكسو ثلاثة حفلات بقاعة برودينتيال بمدينة نيويورك وبقاعة نيوجيرسي وقاعة كارنيجي بنيويورك وبقاعة حفلات ستراثمور وميريلاند وأقيمت بين 4-7 أبريل بالولايات المتحدة الأمريكية حيث نظمتها مؤسسة الثقافة التركية بمقرها واشنطن أما الشركات الراعية فقد نظمت الحفلات بالتعاون مع أتراك أمريكا. ورأفق الفنانة أتاك أوغلو بحفلاتها بالولايات المتحدة الأمريكية. وقالت آكسو لجمهورها بسبب انتهاء الوقت المحدد لها بحفلات جيرسي «فقد تجاوزنا كل الحدود، فقد حطم الأمريكيون الرقم القياسي للصبر، وستكون هذه الليلة كذلك في نيو جيرسي، ولن أخوض هذا المشهد لسعادتكم».

### عواطفها
تلقب سيزين آكسو بالعصفور الصغير بموسيقى البوب التركي ومن الجدير بالذكر أنها حساسة تجاه الأحداث والمشاكل الاجتماعية. وفي عام 2009 أدعى الكاتب حكمت ستينكايا أن والد آكسو فتح الله تشي دعم المبادرة الديمقراطية من خلال إتصاله برجب طيب أردوغان. وقد دعمت آكسو العديد من الفنانين. وفي عام 2012 كتبت آكسو أغنية باسم «دموع الآلة» للجنود الأتراك الذين لقوا حتفهم في اشتباكات تركيا وحزب العمال الكردستاني.
وفي عام 2013 أكدت آكسو دعمها للمتظاهرين قائلة للشباب المنضمين للاحتجاجات في الأيام الأولى من احتجاجات منتزه ميدان تقسيم ما يلي «هذه ثورة الشباب الأولى في العالم، فقد كان حديثهم رائعاً وتحدثوا بلغة بهية، فهاهم الناس الذين يتواجدون هناك والذين خرجوا للشوارع». نشرت الفنانة مقالة بعنوان «لبركن» على موقعها الإلكتروني الشخصي وذلك لبركن إيلفان الذي لقى حته وهو في الخامسة عشر من عمره في إثر إصابته برأسه بقنابل الغاز المسيلة للدموع والتي ألقتها الشرطة عليه في إحتجاجات منتزه ميدان تقسيم. قد كرُست أغنية «الجدد وبقايا الجدد» للشباب الذين لقوا حتفهم في احتجاجات منتزه ميدان تقسيم لعام 2013 والتي أصدرت في عام 2014.

### تخيلها
لمزيد من المعلومات .... أنظروا سيزين آكسو رمز المثليين 
هناك أقوال مأثورة لسيزين آكسو في القضايا الإجتماعية مثل كره المرأة، والقراءة والكتابة والتمييز وهناك أيضا أقوال مأثورة لها ضد المثليون جنسيا والمتحولون جنسيا والبلطجة والجنسية المثلية. دعمت الفنانة مجموعة «إل جي بي تي» وهي مجتمعات السحاق، المثلية، ازدواجية الميول الجنسية والتحول الجنسي بتركيا. وفي عام 2008 دعمت سيزين آكسو جمعية «إل جي بي تي» لإغلاق لامبدا إسطنبول حيث أنها أغُلقت بقرار المحكمة استناداً لمبررات بأنها تتعارض مع الآداب العامة.

### حياتها الخاصة
تزوجت سيزين آكسو في عمر شبابها بحسن يوكساكتابا لفترة قصيرة. وتزوجت بعلي انجين آكسو قبل نشرها للألبوم في مهنتها الموسيقية. ولقبت بلقب آكسو بسبب هذا الزواج إلا أن هذا الزواج لم يدم طويلاً. وبينما كانت حامل في شهرها الثالث تزوجت سيزين آكسو بسنان أوزر في 10 يوليو عام 1980 وأنهت الزواج في عام 1983. وفي العام نفسه تزوجت بالصحفي أحمد أولتو إلا أن زواج الفنانة لم يدم طويلاً.
وبجانب زواجها عرُفت سيزين آكسو بعشقها القصير لأوزاي هيباري وتزوجت أربعة مرات.

### ديسكغرفي
-وداعا (1977)
-العصفور (1978)
-مع حبي (1980)
-البكاء جميل (1981)
-الفيروز (1982)
-لا تبكي (1984)
-إذهب (1986)
-سيزين آكسو لعام 1988 (1988)
-سيزين آكسو تغني (1989)
-ابتسم (1991)
-أغنية الفتاة المجنونة (1993)
-انبثاق ضوء من الشرق (1995)
-حديقة الأحلام (1996)
-الزفاف والجنازة (1997)
-اسمه مصون لدي (1998)
-المسلم (2000)
-لابد الغناء (2002)
-قبل انتهاء الصيف (2003)
-الأعذار (2005)
-نجم البحر (2008)
-أسير في حديقة الأحلام (2009)
-قبلت (2011)

### الجوائز التي أحرزتها ورشُحت إليها
حازت سيزين على العديد من الجوائز خلال مهنتها الموسيقية.

## روابط خارجية
- سيزين آكسو على موقع IMDb (الإنجليزية)
- سيزين آكسو على موقع ألو سيني (الفرنسية)
- سيزين آكسو على موقع ميوزك برينز (الإنجليزية)
- سيزين آكسو على موقع أول موفي (الإنجليزية)
- سيزين آكسو على موقع أول ميوزيك (الإنجليزية)
- سيزين آكسو على موقع ديسكوغز (الإنجليزية)
- سيزين آكسو على موقع ديسكوغز (الإنجليزية)
- سيزين آكسو على موقع قاعدة بيانات الفيلم (الإنجليزية)
- سيزين آكسو على موقع كينوبويسك (الروسية)